# Claus Spreckels
Claus Spreckels, de son nom complet Adolph Claus J. Spreckels (9 juillet 1828 – 26 décembre 1908), était un industriel majeur de Hawaii. Il fut également à la tête de plusieurs entreprises en Californie dont la plus connue est la Spreckels Sugar Company.
En 1856, il s'installa à San Francisco où il ouvrit une brasserie qui fit sa fortune.